# 苯乙醛
苯乙醛是一种有机化合物，化学式为C8H8O，结构简式C6H5CH2CHO或PhCH2CHO，是乙醛的甲基上的一个氢被苯基取代的产物。苯乙醛可用于合成香料或聚合物。

## 来源

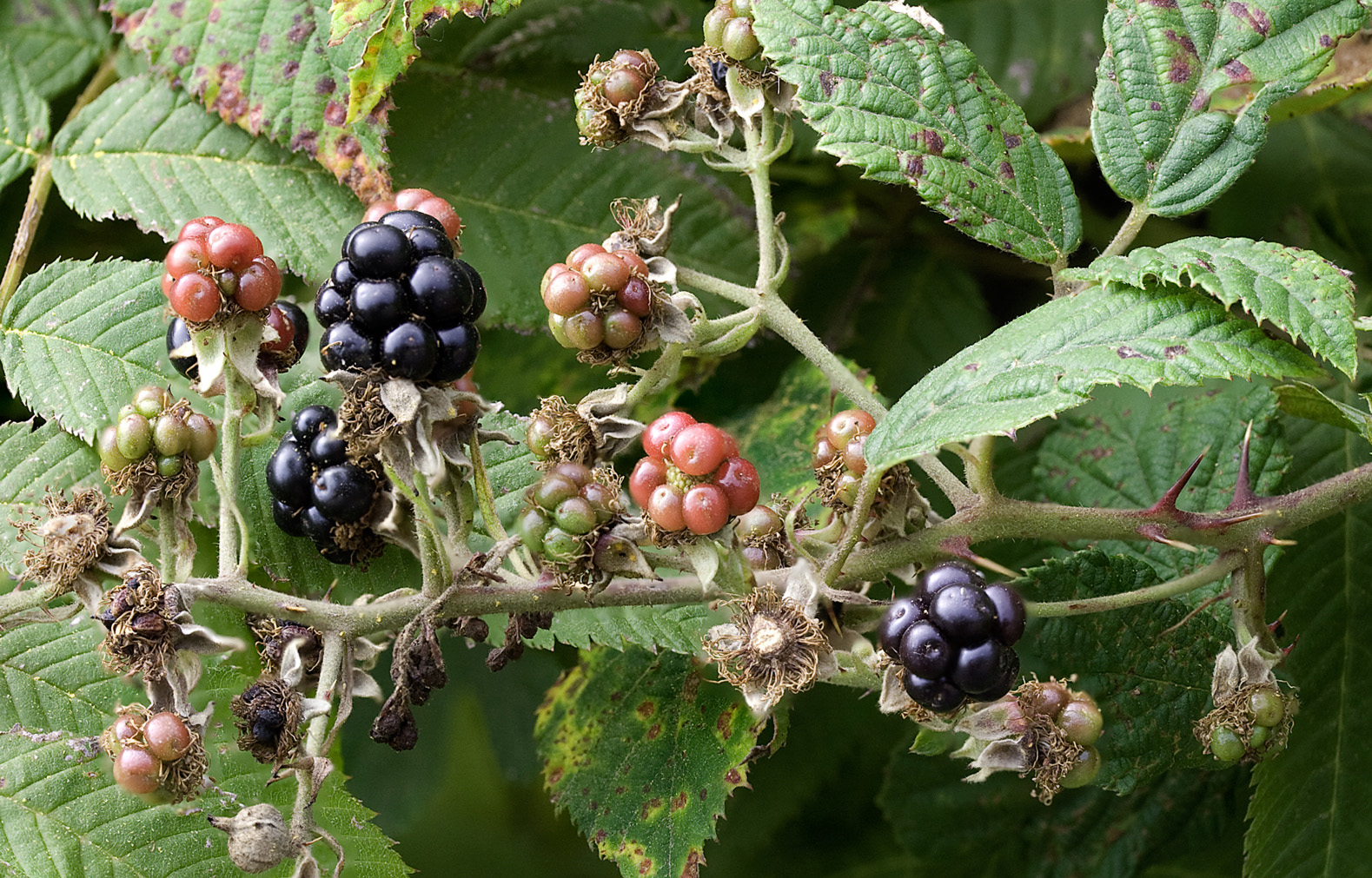
黑莓植物中含有苯乙醛。

## 合成
苯乙醛有多种方法可以制备。例如以苯基乙二醇为原料，在酸的作用下脱去水后发生重排，得到苯乙醛。苯乙醇在催化剂（如铜）的存在下被空气氧化，可以得到苯乙醛，但其产率低。苯乙烯氧化得到苯基环氧乙烷，在经异构化也能得到苯乙醛。此外，格氏试剂参与的一些反应可以用于制备苯乙醛，如苄基溴化镁和甲酸、甲酸盐或N-甲醛基吗啉的反应等。

## 化学性质
苯乙醛和1,2-丙二醇在环己烷作为带水剂、硫酸铈(IV)作为催化剂的条件下反应，可以得到苯乙醛-1,2-丙二醇缩醛。苯乙醛和苄胺反应，可以得到多取代咪唑，该反应由碘催化，并且反应的活化能由于溶剂化作用而降低。